# Гликозеены

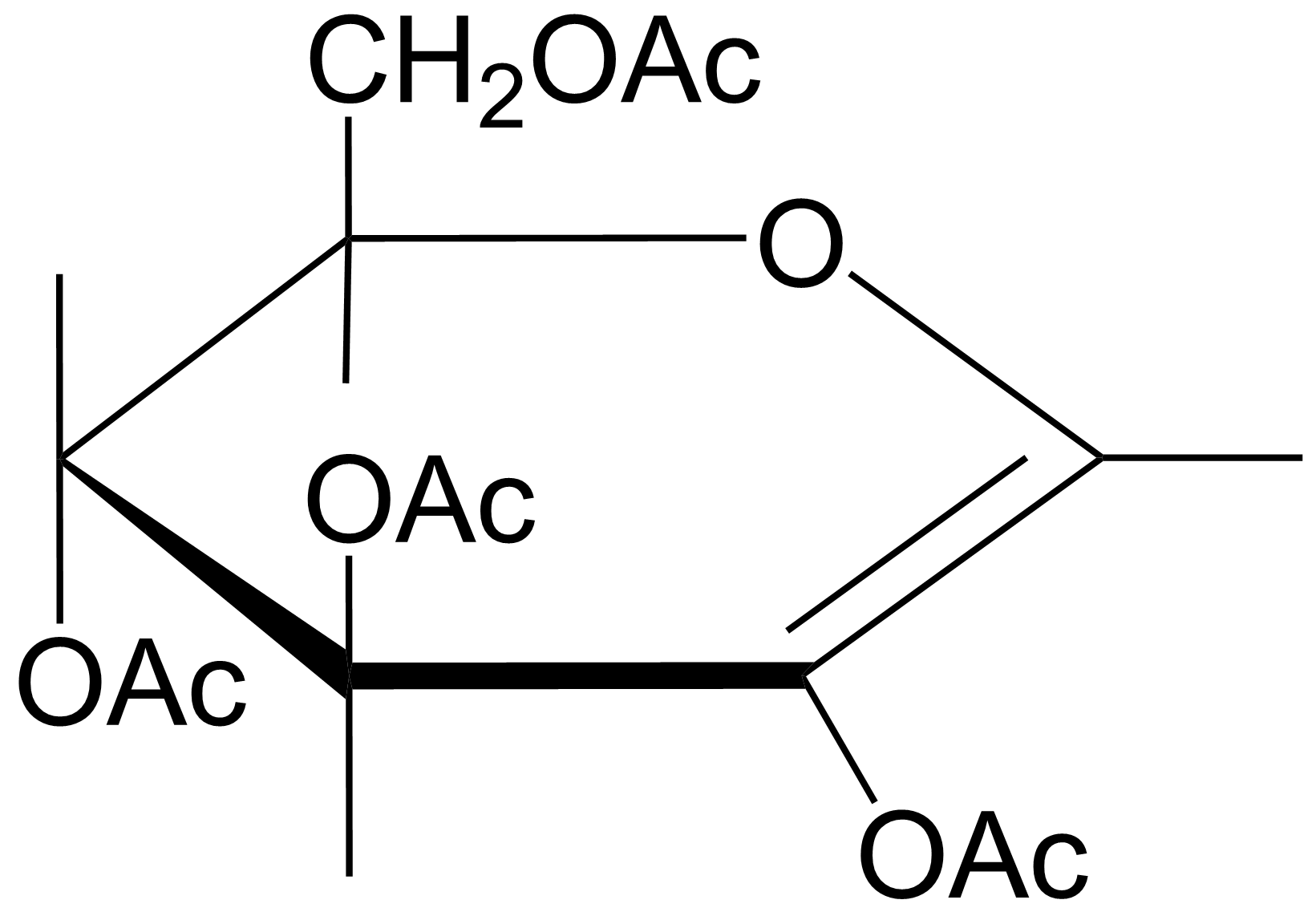
D-2,3,4,5-тетра-О-ацилглюкозеен (тривиальное название - глюкозеен)

Гликозеены — производные 2-оксигликалей, т.е. циклических форм непредельных углеводов (гликалей), у которых в образовании двойной связи принимает участие гликозидный атом углерода. В молекуле гликозеенов, в отличие от производных других гликалей, ацильный заместитель содержится также и возле второго углеродного атома в кольце (С2). В свободном состоянии гликозеены не выделены, так как их омыление (удаление ацильных групп) сопряжено с разрушением молекулы. 

## Получение
Гликозеены получают из ацилгалогеноз отщеплением галогеноводорода при действии вторичных алифатических аминов. Например, α-D-1-бром-2,3,4,5-тетра-О-ацилглюкоза реагирует с диэтиламином с образованием D-2,3,4,5-тетра-О-ацилглюкозеена:

## Свойства
Имеющаяся в молекулах гликозеенов двойная связь сходна с таковой в виниловых эфирах, поэтому они, подобно другим гликалям, легко вступают в реакции присоединения, представляя собой собой весьма реакционноспособные соединения. Так, гликозеены без затруднений гидратируются с образованием ацильных производных соответствующих альдоз. Например, D-2,3,4,5-тетра-О-ацилглюкозеен при гидратации (в присутствии серной кислоты) образует α-D-2,3,4,5-тетра-О-ацилглюкозу:
Гликозеены в присутствии катализатора присоединяют молекулярный водород (гидрогенируются), например:
Присоединение галогенов, в частности хлора, наличия катализатора не требует:
Среди реакций гликозеенов также можно отметить их гидроксилирование под действием пероксибензойной кислоты, приводящее к образованию гидратированной формы озонов. При обработке основаниями образовавшиеся озоны претерпевают сложные превращения и образуют диацилаты койевой кислоты:

## Нахождение в природе
Гликозеенов и их производных в живых организмах и продуктах их жизнедеятельности пока не обнаружено.